# Trattato di Alessandropoli
Il trattato di Alessandropoli (chiamato anche trattato di Aleksandropol' o trattato di Gümrü) fu il trattato tra l'Armenia e l'Impero ottomano con il quale si concluse la guerra tra i due Stati, la quale spezzò il sogno della Grande Armenia istituita con il trattato di Sèvres nel 1920.

## Antefatto
In risposta al trattato di Sèvres, accettato dal sultano ottomano e dal governo legittimo, i nazionalisti turchi si rivoltarono sotto il comando di Mustafa Kemal Atatürk, il quale prese il potere e combatté vittoriosamente contro i Greci e gli Armeni, riuscendo a mantenere il possesso di tutta l'Anatolia e della Tracia orientale e a cancellare le zone di influenza di Francia e Italia, trovando l'avallo alle sue conquiste con la Conferenza di Losanna del 1923. Le truppe kemaliste riconquistarono i territori assegnati all'Armenia dal trattato di Sèvres. L'Armenia, la quale ricevette l'aiuto dai Britannici installati in Agiaria, venne contemporaneamente attaccata dall'Azerbaigian, dove da poco erano saliti al potere i bolscevichi. Questi nel giugno del 1920 la costrinsero a firmare una tregua, accettata di buon grado al fine di impiegare le forze sul fronte turco. Nel mese di luglio i Turchi appoggiarono la presa del potere da parte dei comunisti nel Naxçıvan, dove si formò una Repubblica Sovietica.

## Il trattato
Nel mese di settembre l'Armenia firmò la pace con l'Azerbaigian, che cedette il Zangechur e il Nagorno-Karabakh, e riconobbe il Governo del Naxçıvan. La guerra continuò contro la Turchia, che continuò la sua avanzata. Nel mese di novembre i Turchi presero Alessandropoli (Gümrü in turco) e il 2 dicembre 1920 venne firmato un trattato di pace, in base al quale l'Armenia accettava di ritirarsi da tutti i distretti dell'Asia Minore che prima della guerra erano turchi, così come anche da Kars e Ardahan (conquistati dall'Impero russo), e riconosceva l'indipendenza del Naxçıvan.